# Итамар Виейра Жуниор
Итамар Виейра Жуниор (на португалски: Itamar Vieira Júnior) е бразилски писател.

## Биография
Итамар Виейра Жуниор е роден на 6 август 1979 година в Салвадор, Баия. Той е доктор по етно-африкански изследвания към Федералния университет в Баия.
Публикува сборника си с разкази „A oração do carrasco“ (2017). Големият му литературен успех е дебютният роман „Торто арадо“, който печели три литературни награди: „LeYa“ през 2018 г., „Жабути“ и „Осеанос“.
Итамар е служител в INCRA, държавната агенция, отговорна за провеждането на аграрната реформа в Бразилия. Той е получавал смъртни заплахи за работа си за по-справедливо разпределение на земята и близостта му до хората киломбу.

## Творби
- A oração do carrasco (2017)
- Torto Arado (2019)
Торто арадо, изд. „Lemur Books“ (2021)[3], ISBN 978-619-7581-11-9, прев. Рада Ганкова
- Doramar ou a odisseia (2021)[4]
- Salvar o fogo (2023) "Да спасиш огъня", изд "Lemur Books“ (2024), прев. Рада Ганкова